# Anna-Karin Tornberg
Anna-Karin Tornberg (29 de setembro de 1971) é uma matemática sueca, que trabalha com matemática numérica.
Obteve um doutorado em 2000 no Instituto Real de Tecnologia (KTH), orientada por Björn Engquist, com a tese Interface Tracing Methods with Application to Multiphase Flows. No pós-doutorado esteve no Instituto Courant de Ciências Matemáticas da Universidade de Nova Iorque, onde foi em 2003 professora assistente e em 2007 professora associada. Em 2007 foi docente no KTH e em 2012 foi professora de análise numérica.
Em 2004 foi palestrante convidada no Congresso Europeu de Matemática em Estocolmo. Para 2018 está convidada como palestrante do Congresso Internacional de Matemáticos no Rio de Janeiro.

## Publicações selecionadas
- com B. Engquist: Numerical approximations of singular source terms in differential equations, Journal of Computational Physics, Volume 200, 2004, p. 462–488
- com M. J. Shelley: Simulating the dynamics and interactions of flexible fibers in Stokes flows, Journal of Computational Physics, Volume 196, 2004, p. 8–40
- com B. Engquist, R. Tsai: Discretization of Dirac delta functions in level set methods, Journal of Computational Physics, Volume 207, 2005, p. 28–51
- com B. Engquist: A finite element based level-set method for multiphase flow applications, Computing and Visualization in Science, Volume 3, 2000, p. 93–101
- com B. Engquist, O. Runborg: High-frequency wave propagation by the segment projection method, Journal of Computational Physics, Volume 178, 2002, p. 373–390
- com B. Engquist: Regularization techniques for numerical approximation of PDEs with singularities, Journal of Scientific Computing, Volume 19, 2003, p. 527–552
- Interface tracking methods with application to multiphase flows, Numerisk analys och datalogi 2000
- com Leslie Greengard: A fast multipole method for the three-dimensional Stokes equations, Journal of Computational Physics, Volume 227, 2008, p. 1613–1619
- com K. Gustavsson: A numerical method for simulations of rigid fiber suspensions, Journal of Computational Physics, Volume 215,  2006, p. 172–196
- Multi-dimensional quadrature of singular and discontinuous functions, BIT Numerical Mathematics, Volume 42, 2002, p. 644–669
- com A. Kanevsky, M. J. Shelley: Modeling simple locomotors in Stokes flow, Journal of Computational Physics, Volume 229, 2010, p. 958–977
- com B. Engquist: The segment projection method for interface tracking, Communications on pure and applied mathematics, Volume 56, 2003, p. 47–79
- com K. Gustavsson: A numerical method for simulations of rigid fiber suspensions, Journal of Computational Physics, Volume 215, 2006, p. 172–196
- com D. Lindbo: Fast and spectrally accurate Ewald summation for 2-periodic electrostatic systems,The Journal of chemical physics, Volume 136, 2012, p. 164111
- com S. Khatri: A numerical method for two phase flows with insoluble surfactants, Computers & Fluids, Volume 49, 2011, p. 150–165